# Рік Роберсон
Рік Роберсон (англ. Rick Roberson, нар. 7 липня 1947, Мемфіс, Теннессі, США) — американський професіональний баскетболіст, що грав на позиціях важкого форварда і центрового за низку команд НБА.

## Ігрова кар'єра
На університетському рівні грав за команду Цинциннаті (1966–1969). 
1969 року був обраний у першому раунді драфту НБА під загальним 15-м номером командою «Лос-Анджелес Лейкерс» та на драфті АБА командою «Нью-Йорк Нетс». Професійну кар'єру розпочав 1969 року виступами за «Лос-Анджелес Лейкерс», захищав кольори команди з Лос-Анджелеса протягом наступних 2 сезонів. У дебютному ж сезоні дійшов з командою до фіналу НБА, де «Лейкерс» програли «Нью-Йорк Нікс». Наступного сезону «Лейкерс» дійшли до фіналу Західної конференції. Більшість часу Роберсон був запасною опцією для Вілта Чемберлейна.
З 1971 по 1973 рік грав у складі «Клівленд Кавальєрс». Там він змінив позицію з центрового на важкого форварда. 22 березня 1972 року набрав 29 очок у матчі проти «Лейкерс», встановивши свій особистий рекорд результативності. 4 березня 1972 року зробив 25 підбирань, що стало рекордом клубу, який зміг повторити лише Андерсон Варежао у 2014 році.
1973 року перейшов до «Портленд Трейл-Блейзерс», у складі якої провів наступний сезон своєї кар'єри.
Наступною командою в кар'єрі гравця була «Нью-Орлінс Джаз», за яку він відіграв один сезон.
Останньою ж командою в кар'єрі гравця стала «Канзас-Сіті Кінгс», до складу якої він приєднався 1975 року і за яку відіграв один сезон.